# Döbörhegy
Döbörhegy (n. Doiberberg) község Vas vármegyében, a Körmendi járásban.

## Fekvése
A Kemenesháton, Körmendtől mintegy 13 kilométerre délkeletre fekszik. Közigazgatási területének szélén elhalad a Vasvár-Hegyhátsál közti 7441-es út.
Környező települések: Szarvaskend, Döröske és Gersekarát.

## Története
A kis település első okleveles említése 1538-ból származik. Feltehetőleg a falu már sokkal régebb óta létezett.
Őrségi településként a tótsági járás része volt egy időben.

## Közélete

### Polgármesterei
- 1990–1994: Csiza Máté (független)[3]
- 1994–1998: Csiza Máté (független)[4]
- 1998–2002: Kovács János (független)[5]
- 2002–2006: Kovács János (független)[6]
- 2006–2010: Kovács János (független)[7]
- 2010–2014: Bartók László (Fidesz–KDNP)[8]
- 2014–2019: Nagy János (független)[9]
- 2019–2024: Gudics Attila László (független)[10]
- 2024– : Gudics Attila László (független)[1]

## Népesség
A település népességének változása:
| Lakosok száma | 134  | 129  | 111  | 134  | 121  | 131  | 138  |
|               | 2013 | 2014 | 2015 | 2021 | 2022 | 2023 | 2024 |

A 2011-es népszámlálás során a lakosok 93,2%-a magyarnak, 0,8% németnek, 1,5% örménynek mondta magát (6,8% nem nyilatkozott; a kettős identitások miatt a végösszeg nagyobb lehet 100%-nál). A vallási megoszlás a következő volt: római katolikus 77,4%, református 0,8%, evangélikus 0,8%, görögkatolikus 1,5%, felekezet nélküli 3% (14,3% nem nyilatkozott).
2022-ben a lakosság 83,5%-a vallotta magát magyarnak, 3,3% németnek, 0,8% SZLOVÉNNEK, 0,8% lengyelnek, 0,8% egyéb, nem hazai nemzetiségűnek (13,2% nem nyilatkozott; a kettős identitások miatt a végösszeg nagyobb lehet 100%-nál). Vallásuk szerint 51,2% volt római katolikus, 5% evangélikus, 9,9% felekezeten kívüli (33,9% nem válaszolt).

## Nevezetességei
- Hegyháti Falugyűjtemény: népi használati eszközök és szerszámok
- présházak: a Gyertyánoshegyen és az Öreghegyen látható épületek közül több műemléki védettséget élvez
- katolikus templom, titulusa: Magyarok Nagyasszonya